# 姚村镇 (曲阜市)
姚村镇，是中华人民共和国山东省曲阜市下辖的一个镇，在鲁城街道西北9公里。北邻吴村镇，南邻时庄街道。面积71.48平方公里，总人口42449人。京沪铁路穿境而过，有姚村车站。

## 行政区划
姚村镇现辖72个自然村，有27个村民居委会：
姚村、庙东村、宋家林村、王家村、寨后村、崔庄村、马厂村、佃户屯村、下地村、席厂村、羊厂村、春亭村、薛村、兴隆桥村、颜村、保宁村、河口村、纪村、黄屯村、辛庄村、化庄村、戴家洼村、孔村、毕家村、张家村、陈寨村和保安村。